# Nicolás Franco (militare)
Nicolás Franco y Bahamonde (Ferrol, 1º luglio 1891 – Madrid, 15 aprile 1977) è stato un generale e politico spagnolo.

## Biografia
Il padre, Nicolás Franco y Salgado-Araújo, era intendente generale dell'amministrazione navale (l'Armada) dislocato in Galizia e proveniva da una famiglia di ufficiali navali della marina spagnola da sei generazioni.
La madre, María del Pilar Teresa Dolores Bahamonde y Pardo de Andrade, era la figlia molto religiosa e conservatrice di un commissario per le forniture navali.. 
Nicolás era fratello maggiore del generalisimo Francisco Franco e di uno dei pionieri dell'aviazione spagnola, Ramón.
Entrato alla scuola navale della Marina spagnola di Cadice, si diplomò e promosso guardiamarina, proseguì nella scuola per ingegnere navale, ed entrò nel Corpo degli ingegneri navali.
Dal 1932 al 1934 ricoprì la carica di direttore della Scuola Superiore del Genio Navale, con il grado di tenente colonnello.
Ha iniziato la sua carriera politica durante la Seconda Repubblica spagnola nel Partito Agrario Spagnolo, guidato da José Martínez de Velasco, di cui fu anche Segretario Generale. Tra ottobre e dicembre 1935, nominato dal ministro della Marina, divenne direttore generale della Marina mercantile spagnola.
Aderì nel luglio 1936 all'alzamiento guidato dal fratello e dall'ottobre 1936 fu ministro nel primo gabinetto di governo dei nazionalisti, la Giunta tecnica dello Stato, dove presiedeva la Secretaría General del Jefe del Estado, con sede a Salamanca,  quartier generale del capo dello Stato.
Fu mandato come inviato personale del fratello nel 1937 in Italia e come ambasciatore nel 1938 in Portogallo.
Fu il promotore del Patto Iberico che firmò in rappresentanza della Spagna il 17 marzo 1939 insieme al primo ministro portoghese António de Oliveira Salazar, in rappresentanza del Portogallo, e poi rinnovato nel 1948.
Promosso nel 1942 brigadiere generale e nel 1957 maggior generale del Genio Navale della Marina spagnola, rimase ambasciatore di Spagna in Portogallo fino al gennaio 1958.
Al suo ritorno in Spagna sviluppò un'intensa attività finanziaria.
Nel 1958 fu nominato procurador (deputato) nelle Cortes franchiste, e lo restò fino al 1976. 
Il figlio Nicolás Franco y Pascual, nato a Roma nel 1937, naturalista, negli anni '90 è stato presidente del Consiglio internazionale per la conservazione della fauna selvatica (CIC).